# Bleekgele snoerhalskever
De bleekgele snoerhalskever (Anthicus bimaculatus) is een keversoort uit de familie snoerhalskevers (Anthicidae). De wetenschappelijke naam van de soort is voor het eerst geldig gepubliceerd in 1801 door Illiger.